# Ma'an ibn Zaida (Arethusa Pers)
Ma'an ibn Zaida (officiële titel hier: Maân ibn Zaida) is een boekuitgave van de Arethusa Pers uit 1980 van een gedicht van J.H. Leopold.

## Geschiedenis
Herber Blokland had vanaf 1959 een private press in Baarn, de Arethusa Pers. Met die pers verzorgde hij verscheidene uitgaven van en over de dichter J.H. Leopold, zoals Cheops, Zeven gedichten, Albumblad en het onderhavige Ma'an ibn Zaida. Dit is, volgens het colofon, de zeventiende uitgave van de pers. Halverwege de uitgave is op een afzonderlijke pagina een ets van Grazina Didelyte afgedrukt.
Enkele maanden later verscheen een Engelstalige uitgave van dit gedicht, als 18e van de pers; de vertaling was van de hand van Pieter Johannes de Kanter (1868-1953) die meer gedichten van Leopold heeft vertaald. Deze uitgave was voorzien van een ets van Olga Vychodslova.

### Uitgave
Het gedicht verscheen, in beide uitgaven, op klein formaat in een katern van 16 pagina's die werden gestoken in een gemarmerd, los omslag waarbij op het voorplat een goud etiket met titel geplakt is (de laatste in kapitaal), de ondertitel Een gedicht / A poem in romein.  De colofonpagina geeft aan dat de uitgave gedrukt is in 1980 in een oplage van 75 exemplaren die met de hand genummerd zijn. Zet- en drukwerk werden uitgevoerd door Drukkerij-Uitg. Loevestein te Woudrichem, de Nederlandstalige editie in de zomer, de Engelstalige in de herfst.
Er bestaat een editie waarbij de 17e en 18e uitgave samen gevat zijn in een kartonnen foedraal, waarop hetzelfde etiket als de Nederlandstalige uitgave. Hoeveel exemplaren zo samen zijn uitgegeven, is niet bekend.